# Pharmacode (Laetus)

Beispiel eines Pharmacodes

Der Pharmacode ist ein Barcode-Standard, der im Jahre 1974 vom Unternehmen Laetus entwickelt und maßgeblich im Markt positioniert wurde. Er wird in der pharmazeutischen Industrie zur Packmittelkontrolle eingesetzt, um z. B. das Vorhandensein von Beipackzetteln zu kontrollieren. Die gute Lesbarkeit, auch bei unzureichendem Druck, ermöglicht eine sehr hohe Lesegeschwindigkeit bei gleichzeitig wenig Fehllesungen. Im Gegensatz zu anderen Barcodearten dürfen Teile des Pharmacodes in verschiedenen Farben gedruckt sein. Mit dem Pharmacode können nur Ganzzahlen von 3 bis 131070 kodiert werden. Er ist nicht zu verwechseln mit der PZN, dem italienischen Pharmacode oder dem Schweizer Pharmacode, die Identifikationsschlüssel beziehungsweise Artikelnummern für Arzneimittel in Form eines Code39 oder einer seiner Abwandlungen darstellen.